# Bernard Van De Kerckhove
Bernard Van De Kerckhove, né le 8 juillet 1941 à Mouscron, et mort le 15 septembre 2015, est un coureur cycliste belge. Professionnel de 1963 à 1971, il a notamment remporté deux étapes du Tour de France. Il est ensuite organisateur des Trois Jours de La Panne.

## Palmarès
- 1960
  - 2e de Gand-Wervik
- 1962
  - 2e du Zesbergenprijs Harelbeke
  - 2e du Tour des Flandres amateurs
  - 2e du Championnat de Flandre indépendants
- 1963
  - Circuit de la vallée de la Senne
  - 2e du Tour des Flandres des indépendants
  - 2e de la Ruddervoorde Koerse
  - 3e du Circuit de la région linière
- 1964
  - 8ea étape de Paris-Nice
  - 3ea étape du Critérium du Dauphiné libéré
  - 3ea étape du Tour de France
  - 2e du Circuit de la vallée de la Lys
  - 2e du Tour de Picardie
  - 3e du Grand Prix de Denain
- 1965
  - Circuit des Ardennes flamandes - Ichtegem
  - 2e étape du Tour de France
  - 2e étape de Paris-Luxembourg
  - 2e de Gand-Wevelgem
  - 2e du Grand Prix du Parisien
  - 3e du Grand Prix de la ville de Vilvorde
  - 3e de Kuurne-Bruxelles-Kuurne
  - 3e de la Gullegem Koerse
- 1966
  - 3e étape du Tour de Sardaigne
  - 2e de l'Amstel Gold Race
  - 3e de Bruxelles-Meulebeke
  - 3e du Circuit de Flandre orientale
- 1967
  - 2eb étape du Tour de Luxembourg
  - 2e de Bruxelles-Ingooigem
  - 2e du Tour de Luxembourg
- 1968
  - 2e du Circuit de Flandre centrale
  - 2e de la Gullegem Koerse
  - 3e du Circuit Het Volk
  - 3e d'À travers la Belgique
  - 3e du Circuit du Port de Dunkerque
- 1969
  - 5e du Tour des Flandres
- 1970
  - 3e de la Nokere Koerse

## Résultats sur les grands tours

### Tour de France
3 participations
- 1964 : 57e, vainqueur de la 3ea étape,  maillot jaune pendant 2 jours (dont 2 demi-étapes)
- 1965 : abandon (9e étape), vainqueur de la 2e étape,  maillot jaune pendant 3 jours
- 1967 : hors délais (8e étape)

### Tour d'Espagne
3 participations
- 1967 : 57e
- 1968 : abandon (10e étape)
- 1971 : non-partant (3e étape)

### Tour d'Italie
1 participation
- 1970 : abandon